# Ковач, Николае
Николае Ковач (рум. Nicolae Kovács; венг. Miklós Kovács; 29 декабря 1911, Плугова — 7 июля 1977, Тимишоара) — румынский и венгерский футболист, нападающий, участник первого чемпионата мира по футболу.

## Биография
Провёл в национальной сборной Румынии 37 матчах и участвовал в трёх довоенных чемпионатах мира. Позже в одном матче он также представлял национальную сборную Венгрии.
Старший брат тренера Штефана Ковача.

## Достижения
«Румыния»
- Победитель Балканского кубка (2): 1929/31, 1933
- Победитель Кубка европейских чемпионов (любители): 1931/34